# São Luiz Gonzaga (ort)
São Luiz Gonzaga är en ort i Brasilien.   Den ligger i kommunen São Luiz Gonzaga och delstaten Rio Grande do Sul, i den södra delen av landet, 1 600 km sydväst om huvudstaden Brasília. São Luiz Gonzaga ligger 264 meter över havet och antalet invånare är 31 798.
Terrängen runt São Luiz Gonzaga är huvudsakligen platt. São Luiz Gonzaga ligger uppe på en höjd.
Runt São Luiz Gonzaga är det i huvudsak tätbebyggt. Runt São Luiz Gonzaga är det ganska tätbefolkat, med 56 invånare per kvadratkilometer.